# Pidhirea, Velîka Bahacika
Pidhirea (în ucraineană Підгір'я) este un sat în comuna Ostapie din raionul Velîka Bahacika, regiunea Poltava, Ucraina.

## Demografie
Componența lingvistică a localității Pidhirea
     Ucraineană (98,43%)
     Rusă (1,57%)
Conform recensământului din 2001, majoritatea populației localității Pidhirea era vorbitoare de ucraineană (98,43%), existând în minoritate și vorbitori de rusă (1,57%).